# Erika
Erika je ženské křestní jméno skandinávského původu. Jedná se o ženský protějšek mužského křestního jména Erik.
V japonském přepisu kanji jméno Erika může znamenat blažená, květina a půvab.
Latinská podoba Erica znamená vřes.
V českém občanském kalendáři má svátek 2. dubna.

## Domácké podoby
Erča, Erička, Erinka

## Zajímavost
Erika je také český lidový název pro rostliny, keře vřes a také vřesovec. Erica je i latinský název pro vřesovec a také druh skákajících pavouků. Pavouk Erica eugenia, se vyskytuje od Panamy po Brazílii.

## Statistické údaje
Následující tabulka uvádí četnost jména v ČR a pořadí mezi ženskými jmény ve srovnání dvou roků, pro které jsou dostupné údaje MV ČR – lze z ní tedy vysledovat trend v užívání tohoto jména:
| Rok       | Četnost   | Pořadí   |
| 1999      | 6239      | 103.     |
| 2002      | 6268      | 104.     |
| Porovnání | o 29 více | o 1 hůře |
| 2006      | 6828      | 101.     |

Změna procentního zastoupení tohoto jména mezi žijícími ženami v ČR (tj. procentní změna se započítáním celkového úbytku žen v ČR za sledované tři roky 1999-2002) je +1,3%.

## Známé nositelky jména
- Erika von Brockdorff – německá bojovnice proti nacismu
- Erika Bršelová – slovenská atletka
- Erika Cremer – německá fyzička
- Erica Cerra – kanadská herečka
- Erica Durance – kanadská herečka
- Érika de Souza – brazilská basketbalistka
- Erika Eleniak – americká herečka
- Erika González – mexická plavkyně
- Erika Hansen – americká plavkyně
- Erica Hill – americká novinářka
- Erika Hníková – česká dokumentaristka
- Erika Liebman – švédská básnířka
- Érika Olivera – chilská běžkyně
- Erica Schmidt – americká herečka
- Erika Slezak – americká herečka
- Erika Suchovská – česká atletka
- Erika Wendt – špionka za druhé světové války